# Aymoré Moreira
Aymoré Moreira (24. april 1912 – 26. juli 1998) var en brasiliansk fodboldspiller og -træner, der var træner for Brasiliens landshold, da det vandt guld ved VM i 1962 i Chile.
Han var som aktiv spiller (målmand) mellem 1931 og 1945, og spillede hovedsageligt hos Rio de Janeiro-storklubben Botafogo, som han var tilknyttet i ti år.
Moreira var brasiliansk landstræner i tre omgange (1953, 1961-1963 og 1967-1968), og havde også adskillige øvrige trænerjobs i brasilianske storklubber som Palmeiras, São Paulo, Flamengo, Corinthians og Cruzeiro. Derudover var han også i Portugal og træne både FC Porto og Boavista FC.